# Pechenegos
Los pechenegos o patzinakos (en húngaro: Besenyő; en búlgaro: печенеги; en ruso: Печенеги; en ucraniano: Печеніги) fueron un pueblo seminómada de las estepas de Asia Central que hablaba una lengua túrquica y que invadió partes de Europa oriental y central llegando a los territorios hoy pertenecientes a Bulgaria, Hungría y Ucrania hacia el siglo IX.
En los siglos IX y X, los pechenegos controlaban gran parte de las estepas del sureste de Europa y la península de Crimea. En el siglo IX, los pechenegos iniciaron un periodo de guerras contra la Rus de Kiev, y durante más de dos siglos lanzaron incursiones en las tierras de la Rus', que en ocasiones se convirtieron en guerras a gran escala.

## Etnónimo
Los pechenegos fueron mencionados como Bjnak, Bjanak o Bajanak en textos medievales en árabe y persa, como Be-ča-nag en documentos tibetanos clásicos, y como Pačanak-i en obras escritas en georgiano. Anna Komnene y otros autores bizantinos se referían a ellos como Patzinakoi o Patzinakitai. En los textos latinos medievales, los pechenegos se denominaban Pizenaci, Bisseni o Bessi. Los pueblos eslavos orientales utilizan los términos Pečenegi o Pečenezi (plural de Pečeneg), mientras que el Poles los menciona como Pieczyngowie o Piecinigi. La palabra húngara para Pecheneg es Besenyő; el término rumano es Pecenegi.
Según Max Vasmer y algunos otros investigadores, el etnónimo puede haber derivado de la palabra Túrquico antiguo para «cuñado, pariente» (baja, baja-naq o bajinaq; en azerí: bacanaq, Kyrgyz: baja, en turcomano: baja y en turco: bacanak), lo que implica que inicialmente se refería a un «clan o tribu emparentado con la familia política».  Peter Golden considera que esta derivación no es en absoluto segura.
En la obra del siglo XI de Mahmud Kashgari Dīwān Lughāt al-Turk, los pechenegos eran descritos como «una nación túrquica que vivía alrededor del país de el Rum», donde Rum era la palabra túrquica para el Imperio Romano de Oriente o Anatolia, y «una rama de los turcos oghuz»; posteriormente describió a los Oghuz como formados por 22 ramas, de las cuales los pechenegos eran la decimonovena.
El estadista e historiador del Irán gobernado por el Iljanato del siglo XIV Rashid-al-Din Hamadani en su obra Jami al-Tawarij («Compendio de crónicas») menciona a los pechenegos como una de las 24 tribus antiguas de los Oghuzes con el significado del etnónimo como «el que muestra afán». El Khan del Kanato de Jiva e historiador Abulghazi Bahadur del siglo XVII menciona a los pechenegos como bechene entre las 24 antiguas tribus de turcomanos (u oghuzes) en su libro Shajara- i Tarākima («Genealogía de los turcomanos») y establece su significado como «el que hace».
Tres de las ocho «provincias» o clanes pechenegos eran conocidos colectivamente como Kangars. Según Constantino VII Porphyrogenitus, los Kangar recibieron esta denominación porque «son más valientes y nobles que el resto» del pueblo «y eso es lo que significa el título de Kangar». Debido a que no se conoce ninguna palabra túrquica con un significado similar, Ármin Vámbéry relacionó el etnónimo con las palabras Kirguís kangir («ágil»), kangirmak («salir a cabalgar») y kani-kara («de sangre negra»), mientras que Carlile Aylmer Macartney lo asoció con la palabra Chagatai gang («carro»), semánticamente relacionada con el turco Gaoche.
Omeljan Pritsak propuso que el nombre había sido inicialmente un término compuesto (Kängär As, mencionado en textos turcos antiguos) derivado de la palabra tocarias para piedra (kank) y el etnónimo As, lo que sugiere que eran de habla tochariana o al menos formaban una confederación formada por elementos tocharianos, iranias orientales y turcos búlgaros. Su conexión con elementos iraníes orientales se insinúa en la observación de al-Biruni con respecto a un pueblo que «son de la raza de al-Lān y la de al-Ās y su lengua es una mezcla de las lenguas de Khwarazmians y el Badjanak.».
Si esta última suposición es válida, el etnónimo de los kangars sugiere que elementos iraníes (orientales) contribuyeron a la formación del pueblo pecheneg, pero Spinei admite que los pechenegs tenían «un carácter predominantemente túrquico... fuera de toda duda». Esto puede reflejarse en la Traducción de la antigua Rus de Flavio Josefo (ed. Meshcherskiy, 454) que añade «el yásico, como es sabido, descendía de la tribu Pecheneg». Sobre la base de sus restos lingüísticos fragmentarios, los estudiosos los consideran hablantes de Túrquico común, muy probablemente Kipchak (Németh, seguido de Ligeti) o Oguz (Baskakov). Hammer-Purgstall clasifica el Kangju chino y el Kangar bizantino como variantes de nombres puramente turcos del Kangly; sin embargo, la obra histórica institucional de Wang Pu Tang Huiyao aparentemente distingue el Kang(ju) del Kangheli (también conocido como Kangly). Menges vio en “”Kang-ar-as“” el sufijo plural “”-as“”, y Klyashtorny el numerus collectivus turco “”-ar-“”, “”-er-“”.

## Orígenes y área
Según una teoría, los pechenegos provienen de los wusun del Asia Central, que fueron registrados en las crónicas chinas de los primeros siglos de nuestra era. Verdad o no, los pechenegos surgen en los documentos históricos sólo a partir del siglo VIII o IX, en los que habitaban la región entre el bajo Volga, el Don y los Urales. A partir del siglo IX y X controlaron la mayoría de las estepas de la Eurasia suroccidental y la península de Crimea. Aunque fueron una fuerza importante en la región, como la mayoría de las tribus nómadas su concepto de Estado no pasó del éxito inmediato de los ataques contra pueblos vecinos y cortas alianzas como mercenarios para otras potencias.
Según lo escrito en 950 por Constantino Porfirogénito, Patzinakia, el reino pechenego, estaba situado al oeste, en el río Siret (o incluso en los Cárpatos orientales) y se encontraba a cuatro días de distancia de «Tourkias», es decir, Hungría.

Patzakia está dividida en ocho provincias y posee el mismo número de príncipes. Las provincias son las que siguen: Irtim, Tzour, Gyla, Koulpei, Charaboi, Talmat, Chopon y Tzopon. En los tiempos en los que los pechenegos fueron expulsados de su patria, sus príncipes eran: en la provincia de Irtim, Baitzas; en Tzour, Konek; en Gyla, Kourkoutai; en Koulpei, Ipaos; en Charaboi, Kaidoum; en Talmat, Kostas; en Chopon, Giazis y en Tzopon, Batas.
Constantino Porfirogénito, De Administrando Imperio, aprox. 950, traducción al inglés de R.J.H. Jenkins y al español de F. Marrero

## Idioma
Mahmud al-Kashgari, un hombre de letras del siglo XI que se especializó en dialectos túrquicos, argumentó que el idioma hablado por los pechenegos era una variante del idioma cumano y los idiomas oghuz. Sugirió que las influencias extranjeras en los pechenegos dieron lugar a diferencias fonéticas entre su lengua y el idioma hablado por otros pueblos túrquicos. Anna Komnene también afirmó que los pechenegos y los cumanos compartían un idioma común. Aunque el propio idioma pechenego se extinguió hace siglos, los nombres de las "provincias" pechenegas registrados por Constantine Porphyrogenitus prueban que los pechenegos hablaban un idioma turco. Se cree que los pechenegos pertenecieron a la rama suroccidental de las lenguas túrquicas, pero su idioma está mal documentado y, por lo tanto, es difícil clasificarlo con detalle.

## Alianza con Bizancio

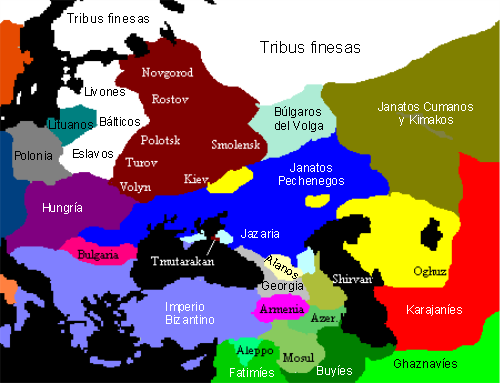
Europa Oriental, con los pueblos que rodeaban a los pechenegos, c. 1015.

En el siglo IX, los bizantinos se aliaron con los pechenegos para mantener a raya a otras tribus más peligrosas, como los varegos o los magiares. Esta había sido la política del viejo imperio (divide y vencerás), continuada por sus sucesores bizantinos al enemistar unas tribus con otras.
Los uzos, otro pueblo túrquico de las estepas, finalmente expulsaron a los pechenegos de su patria. En el proceso les robaron sus rebaños y otros bienes. Una alianza compuesta por los oghuz, los kimekos y los carlucos estaba presionando, a su vez, a los pechenegos, pero fue otro grupo, los samánidas, quien derrotó a esa alianza. Llevados aún más al oeste por los jázaros y los cumanos en 889, los pechenegos tuvieron que expulsar a los magiares hacia el oeste del Dnieper en 892.
En 894, los búlgaros entraron en guerra con Bizancio. A principios de 895, el Emperador León VI el Sabio pidió ayuda a los magiares, quienes enviaron un ejército a Bulgaria bajo el mando de un adalid llamado Levente. Este realizó una brillante campaña y penetró en Bulgaria, mientras que los bizantinos entraron por el sur del país. El zar Simeón I de Bulgaria, apresado entre las fuerzas magiares y bizantinas, se dio cuenta de que no podía luchar en dos frentes y firmó un armisticio al momento con el Emperador bizantino.
Este zar, asimismo, utilizó a los pechenegos para defenderse de los magiares. Los pechenegos tuvieron tanto éxito que expulsaron a los magiares que quedaban en Etelköz y las estepas del Mar Negro, obligándoles a retirarse al bajo Danubio, a Transdanubia y a la llanura de Panonia, donde más tarde fundarían el Estado húngaro.

## Historia y declive
Desde el siglo IX los pechenegos comenzaron una nada fácil relación con el Rus de Kiev. Durante más de dos siglos hicieron razzias por las tierras de Rus, que en ocasiones llegaron a ser guerras a gran escala (como la de 920, llevada a cabo por Ígor de Kiev, que aparece en la Crónica de Néstor), aunque también hubo alguna que otra alianza militar (por ejemplo, en 943, en la que Ígor hizo una campaña contra Bizancio). En 968, los pechenegos atacaron y sitiaron la ciudad de Kiev. Parte de su ejército se alió con el príncipe Sviatoslav I de Kiev en su campaña bizantina de 970-971, aunque finalmente los pechenegos se emboscaron y mataron al príncipe en 972 y, según la Crónica de Néstor, el jan pechenego Kurya hizo un cáliz con su cráneo, una costumbre de los nómadas esteparios. La historia de los enfrentamientos entre la Rus y los pechenegos cambió durante el reinado de Vladimiro I de Kiev (990-995), pero fue seguido de una derrota de los nómadas tras el reinado de Yaroslav I el Sabio (1037). Poco después los pechenegos fueron reemplazados en los territorios que rodeaban Kiev por otro pueblo estepario, los cumanos o polovtsianos.
Tras siglos de luchas con todos sus vecinos (bizantinos, búlgaros, rusy de Kiev, jázaros y magiares), los pechenegos fueron aniquilados en la batalla de Levounion por un ejército combinado de bizantinos y cumanos que mandaba el emperador Alejo I Comneno en 1091. A esto le siguió un ataque cumano, con lo que fueron casi todos asesinados o absorbidos. Fueron derrotados de nuevo por los bizantinos en la batalla de Beroia en 1122. Durante un tiempo quedaron comunidades considerables en Hungría, pero finalmente los pechenegos dejaron de ser un pueblo con identidad propia, siendo asimilados por sus vecinos búlgaros, magiares y gagaúzos.

## Líderes
- Kurya c. 970s[nota 1]
- Metiga, c. 980s
- Kuchug, c. 990s
- Kızıl Beg, Anatolia Occidental c. 1184-(????)s [24]